# 朱育理
朱育理（1934年—2020年），男，江苏如皋人，中华人民共和国政治人物。

## 生平
早年毕业于东北育才学校，1951年考入哈尔滨工业大学机械系。1978年，供职于第三机械工业部。1984年，任航空工业部科技局副局长。1987年，任国家教委副秘书长、秘书长兼任外事局局长，计划财物局长，1989年3月任党组成员，主任助理兼计划建设司司长等。1990年，任国家技术监督局局长。1991年，任国务院生产办公室副主任。1992年，改任中华人民共和国航空航天工业部副部长；次年担任中国航空工业总公司总经理。1998年3月，第九届全国人大第一次会议上，他当选全国人民代表大会常务委员会委员。
2020年1月8日6时33分在北京逝世，享年85岁。